# Église Saint-Blaise d'Auzelles
L'église Saint-Blaise est une église catholique située à Auzelles, en France.

## Localisation
L'église est située dans le département français du Puy-de-Dôme, sur la commune d'Auzelles.

## Historique
L'église est un édifice à trois nefs et à chœur polygonal, entre deux absidioles de mèche. Construit à l'époque romane, il a été fortifié au 14e siècle notamment par l'adjonction, au sud, d'une tour elliptique, couronnée de mâchicoulis. L'ensemble a été totalement remanié et complété, et toutes les parties couvertes d'ogives. Un clocher carré fortifié précède la nef médiane, au-dessus d'un portail dont les vantaux possèdent de remarquables pentures en fer forgé.
L'édifice est classé au titre des monuments historiques en 1983.

## Décor
A l'intérieur, une fresque du 16e siècle se présente sous forme de panneau rectangulaire sur le mur gouttereau de la dernière chapelle sud. L'angle gauche inférieur est coupé en arc de cercle, sans interruption de la bordure, ce qui paraît indiquer qu'il y avait là primitivement une ouverture. La scène représente la descente de croix. Le fond de la scène est occupé par la ville de Jérusalem, avec des clochers émergeant des maisons. Ce panneau est sans doute le vestige d'un ensemble plus vaste.